# Герман Лямадис
Герман (на гръцки: Γερμανός, Германос) е гръцки и американски православен духовник, епископ на Американската архиепископия на Вселенската патриаршия.

## Биография
Лямадис е роден в 1884 година в македонското село Кримини, Ляпчищко, със светското име Лямадис (Λιαμάδης). Учи богословие в Богословското училище на Халки и завършва в 1908 година. В същата година е ръкоположен за дякон, а в 1911 година за презвитер. Служи като архидякон в Никополската и Превезка митрополия. По-късно става архиерейски наместник в Ксантийската митрополия и участва в гръцката въоръжена пропаганда.
След освобождението на Западна Тракия от българската армия по време на Балканската война Лямадис е арестуван от българските власти и затворен в Сливенския затвор. След освобождаването му се връща в Ксанти и служи като протосингел.
В 1924 година емигрира в Съединените американски щати и служи като ефимерий на църквата „Свети Георги“ в Скънектади, Ню Йорк (1924 - 1936), в Ендикът, Ню Йорк (1936 - 1942) и в Янгстаун, Охайо (1942 - 1951). В 1951 година започва да преподава в академията Сейнт Бейзъл в Гарисън, Ню Йорк, като след няколко години става директор на учебното заведение. На 22 март е избран и на 10 април 1955 година в катедралния храм „Света Троица“ в Ню Йорк е ръкоположен константийски епископ и назначен за глава на първо архиерейско наместничество с център в Ню Йорк. През 1962 година се оттегля от активна служба.
Умира в САЩ на 14 март 1965 година.